# Soltjärnen (Jokkmokks socken, Lappland)
Soltjärnen är en sjö i Jokkmokks kommun i Lappland och ingår i Luleälvens huvudavrinningsområde. Soltjärnen ligger i Stormyran Natura 2000-område. Sjöns area är 0,058 kvadratkilometer och den befinner sig 270 meter över havet.